# Socjalizm demokratyczny
Socjalizm demokratyczny – filozofia polityczna opowiadająca się za socjalizmem jako ustrojem gospodarczym i demokracją jako formą rządów w państwie. Postuluje, aby środki produkcji były w posiadaniu całej populacji, a władza w rękach ludu kontrolującego w sposób demokratyczny procesy gospodarcze. Demokratyczni socjaliści preferują republikański ustrój państwowy.
W najszerszym znaczeniu terminu, demokratyczny socjalizm odnosi się do wszelkich usiłowań wprowadzenia socjalizmu w drodze pokojowych demokratycznych zmian, w przeciwieństwie do sposobu nagłego i brutalnego (socjalizm rewolucyjny). Sytuuje się na lewo od socjaldemokracji, postulując zniesienie kapitalizmu, nie zaś tylko jego reformę, za czym opowiadają się socjaldemokraci. Termin często błędnie używany jako synonim socjaldemokracji.

## Definicja
Demokratyczny socjalizm jest pojęciem trudnym do jednoznacznego zdefiniowania — różne grupy uczonych mają diametralnie różne definicje tego pojęcia. Niektóre definicje odnoszą się do wszystkich reformistycznych, ewolucyjnych form socjalizmu. Często odnosi się do reformistycznych, ewolucyjnych form socjalizmu i stanowi próbę odróżnienia go od autorytarnych nurtów, takich jak stalinizm. Robert M. Page lektor na Uniwersytecie w Birmingham pisze o demokratycznym socjalizmie w odniesieniu do polityki rządu Clementa Attlee. Attlee jako premier dążył do budowy silnego państwa opiekuńczego, częściowej nacjonalizacji i redystrybucji fiskalnej nie negując przy tym podstaw rynku. Obecnie niektórzy zwolennicy socjalizmu rynkowego uważają się za ostatnią formę demokratycznego socjalizmu.
Demokratyczni socjaliści sprzeciwiają się marksizmowi-leninizmowi, krytykując go za autorytaryzm, biurokrację i brak demokracji. Odrzucają radziecki model planowania centralnego oraz system nakazowo-rozdzielczy charakterystyczny dla XX-wiecznych państw socjalistycznych. Demokratyczny socjalizm można definiować jako system gospodarczy, w którym środki produkcji są własnością społeczną lub podlegają kolektywnej kontroli, a decyzje gospodarcze są podejmowane w ramach systemu politycznej demokracji. Jego zwolennicy odrzucają autorytarny model, podkreślając znaczenie aktywnego udziału obywateli i pracowników.

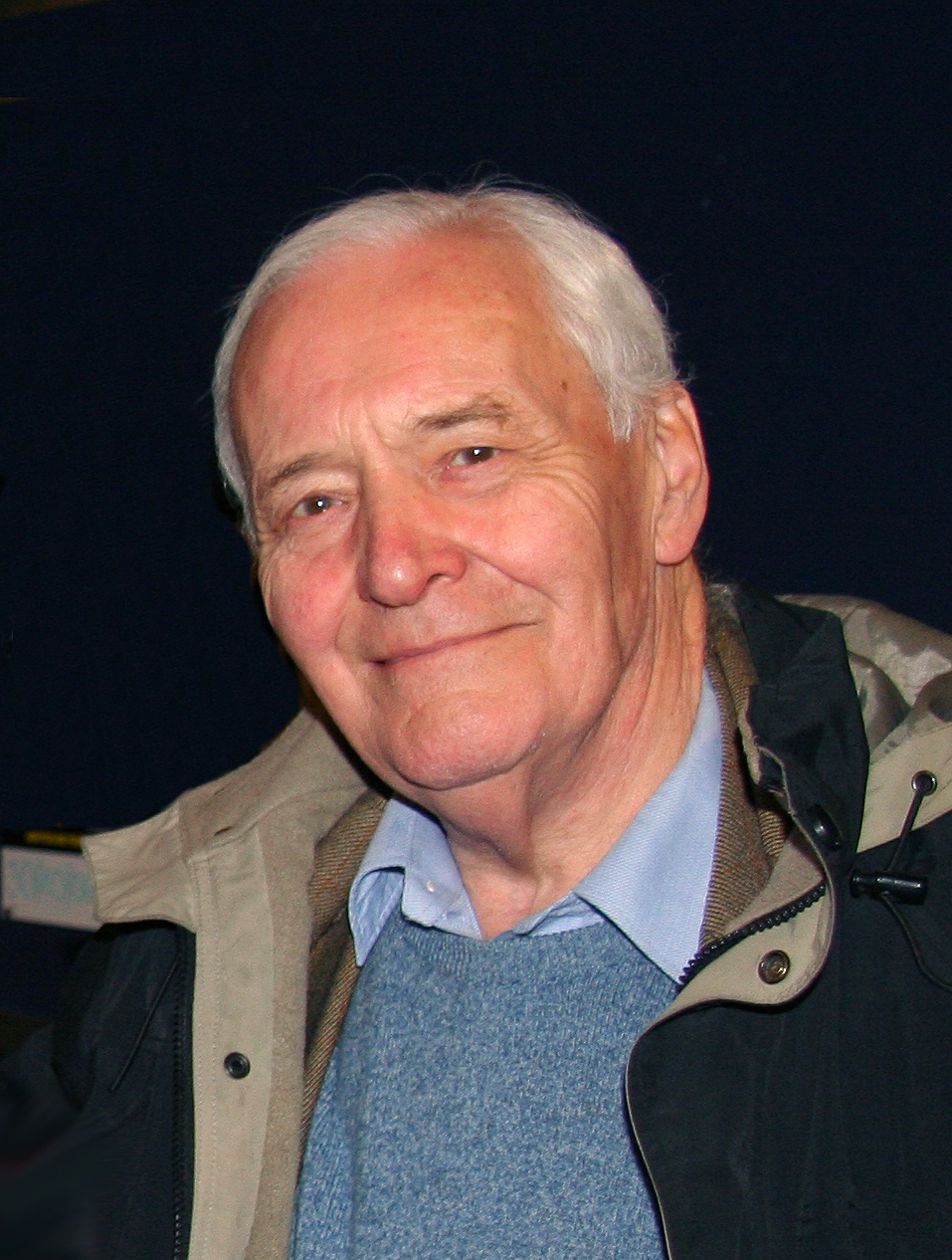
Tony Benn, polityk brytyjskiej Partii Pracy, określał socjalizm demokratyczny jako kierunek pluralistyczny, wolnościowy, humanistyczny i antyautorytarny

Różnią się także od zwolenników „trzeciej drogi”, reprezentowanej przez współczesną socjaldemokrację. Podczas gdy socjaldemokraci akceptują kapitalizm, starając się łagodzić jego skutki za pomocą państwa opiekuńczego, socjaliści demokratyczni dążą do jego przekształcenia w system socjalistyczny. Niemniej, wielu z nich popiera stopniowe reformy i interwencjonizm gospodarczy jako narzędzia transformacji systemowej.
Część umiarkowanych socjalistów demokratycznych koncentruje się na reformach „uczłowieczających” kapitalizm, mimo że socjalizm pozostaje ich celem długoterminowym. Inni natomiast twierdzą, że reformy łagodzące sprzeczności systemu mogą je pogłębić lub wywołać ich nową formę, dlatego opowiadają się za rewolucyjną zmianą — przez przejście do wspólnej własności środków produkcji i demokratyzację gospodarki, np. w formie demokracji w miejscu pracy.
Demokratyczny socjalizm można definiować jako system gospodarczy, w którym środki produkcji są własnością społeczną lub podlegają kolektywnej kontroli, a decyzje gospodarcze są podejmowane w ramach systemu politycznej demokracji. Jego zwolennicy odrzucają zarówno autorytarny model marksizmu-leninizmu, jak i administracyjno-nakazowe struktury zarządzania, podkreślając znaczenie aktywnego udziału obywateli i pracowników.
Tony Benn, przedstawiciel lewego skrzydła brytyjskiej Partii Pracy, określał socjalizm demokratyczny jako kierunek pluralistyczny, wolnościowy, humanistyczny i antyautorytarny – w przeciwieństwie do scentralizowanych, mechanicznych modeli narzucanych przez media i elity polityczne. Należący do tej samej partii Peter Hain zaklasyfikował demokratyczny socjalizm, razem z socjalizmem wolnościowym, jako formę antyautorytarnego socjalizmu w przeciwieństwie do stalinizmu i socjaldemokracji, które uważa za przejaw autorytarnego socjalizmu państwowego. Jeszcze inni badacze uważają, że socjalizm demokratyczny jest ściśle związany z tradycją polityczną socjaldemokracji.
Adam Ciołkosz, działacz Polskiej Partii Socjalistycznej i poseł II RP, w książce Socjalizm na zachodzie Europy (1968) przedstawił Deklarację zasad socjalizmu demokratycznego (której był współtwórcą), uchwaloną przez Kongres Międzynarodówki Socjalistycznej we Frankfurcie w lipcu 1951. Dokument określa socjalizm demokratyczny poprzez cztery wymiary:
1. Demokracja polityczna – uznanie rządów politycznych opartych na powszechnym, równym i tajnym głosowaniu, pluralizmie partyjnym, wolności słowa, mediów i zgromadzeń, a także prawie do opozycji.
2. Demokracja gospodarcza – aktywny udział państwa jako moderatora interesów społecznych, prowadzenie planowania gospodarczego w interesie większości, oraz kontrola własności prywatnej bez stosowania nacjonalizacji przymusowej – dopuszczając współistnienie różnych form własności.
3. Demokracja społeczna – zagwarantowanie praw socjalnych, takich jak prawo do pracy, opieki zdrowotnej, edukacji, zabezpieczenia emerytalnego, a także zwalczanie nierówności ze względu na płeć, rasę czy pochodzenie.
4. Demokracja międzynarodowa – dążenie do światowego pokoju, eliminacja wszelkiego rodzaju wyzysku oraz solidarności międzynarodowej z narodami i klasami pracującymi[28].

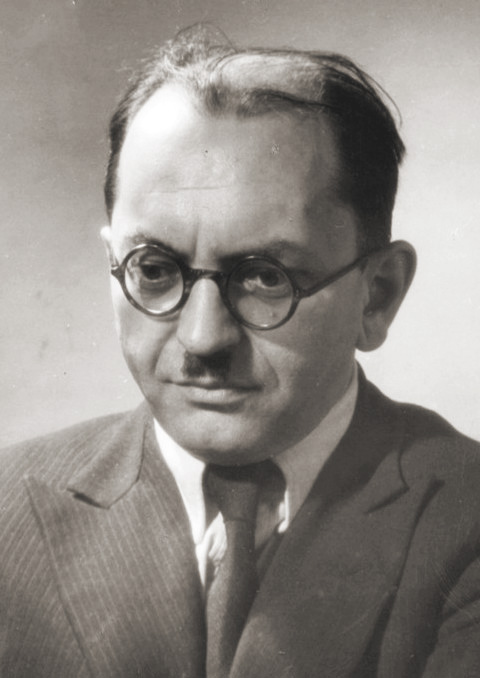
Adam Ciołkosz, jeden z twórców Deklaracji zasad socjalizmu demokratycznego na Kongresie Międzynarodówki Socjalistycznej

Dla Ciołkosza model socjalizmu demokratycznego różnił się wyraźnie od komunizmu moskiewskiego – w tym ujęciu socjalizm brytyjski stanowił swoisty wzorzec. Jego koncepcja skupiała się na połączeniu demokratycznych instytucji, praw obywatelskich oraz gospodarki prowadzonej w ramach suwerennego państwa.
Amerykański działacz Hal Draper określał demokratyczny socjalizm jako „socjalizm od dołu”, tj. wywodzącego się z aktywności klas podporządkowanych, a nie z decyzji elity partyjnej. W pracy The Two Souls of Socialism wskazał na Różę Luksemburg jako kluczową przedstawicielkę tego podejścia w II Międzynarodówce. Luksemburg rozwijała koncepcję rewolucji jako spontanicznego ruchu masowego, przeciwstawiając się zarówno reformizmowi, jak i dyktaturze partyjnej. Draper pozytywnie ocenił również działalność Eugene’a V. Debsa – amerykańskiego działacza socjalistycznego, choć zauważył brak jego kontynuatorów w roli trybuna rewolucyjno-demokratycznego socjalizmu.
Demokratyczni Socjaliści Ameryki (DSA) definiują socjalizm demokratyczny jako zdecentralizowaną gospodarkę społeczną, sprzeciwiającą się zarówno autorytarnemu socjalizmowi, jak i socjaldemokracji. Zgodnie z ich deklaracją ideową, kapitalizm jest systemem zaprojektowanym przez klasę właścicieli w celu eksploatacji pozostałych członków społeczeństwa, a jego miejsce powinien zająć system, w którym zwykli ludzie posiadają rzeczywisty wpływ na decyzje podejmowane w miejscach pracy, na szczeblu lokalnym oraz ogólnospołecznym. Socjalizm demokratyczny jest w tym ujęciu projektem wielotorowym, pluralistycznym i otwartym, odrzucającym zarówno neoliberalną gospodarkę, jak i autorytarne modele państw socjalistycznych XX wieku.
Amerykański politolog Lyman Tower Sargent zaproponował definicję socjalizmu demokratycznego w oparciu o model europejskiej socjaldemokracji, obejmujący m.in.:
- Znaczna część własności jest publiczna, kontrolowana przez demokratycznie wybrany rząd, obejmująca główne gałęzie przemysłu, infrastrukturę i systemy transportowe.
- Ograniczenie akumulacji prywatnej własności.
- Państwowa regulacja gospodarki.
- Rozbudowane programy pomocy społecznej i emerytalne finansowane z budżetu.
- W ocenie efektywności uwzględnia się koszty społeczne i dostarczanie usług, nie tylko kwestie finansowe[31].

Własność publiczna obejmuje głównie środki produkcji oraz kluczową infrastrukturę, ale nie dotyczy to własności osobistej, domów czy małych firm. W praktyce, w wielu krajach określanych jako socjalistyczne, nie obejmuje ona także wielu dużych korporacji.
W literaturze wspomina się, że wiele krajów zachodnich — m.in. Francja, Szwecja i Wielka Brytania — było rządzonych przez partie wdrażające elementy gospodarki mieszanej, co bywało określane mianem „socjalizmu demokratycznego”. Jednak po zimnej wojnie wiele państw przyjęło neoliberalne reformy: deregulację, prywatyzację i ograniczanie roli państwa.
Niektórzy marksiści, podkreślając demokratyczne wątki w twórczości Karola Marksa, utożsamiają się z nurtem socjalizmu demokratycznego. Przykładem są Socjalistyczna Partia Wielkiej Brytanii i Światowy Ruch Socjalistyczny, które definiują socjalizm jako wspólną własność, demokratyczną kontrolę nad produkcją i dystrybucją oraz system bezklasowy i postmonetarny, oparty na dobrowolnym zrzeszaniu się i zaspokajaniu potrzeb społecznych.. Tak rozumiany model bywa też określany mianem komunizmu, co nie jest sprzeczne z klasyczną interpretacją Marksa i Engelsa.
Socjalizm demokratyczny poddawany jest krytyce zarówno ze strony liberałów, jak i zwolenników marksizmu-leninizmu. Liberalni komentatorzy kwestionują zgodność zasad demokracji liberalnej z postulatem zniesienia własności prywatnej oraz centralnej roli państwa w gospodarce. Z kolei marksiści-leniniści podważają możliwość osiągnięcia socjalizmu lub komunizmu metodą demokratyczną, argumentując, iż wymaga to eliminacji sił kontrrewolucyjnych, co nieuchronnie prowadzi do ograniczenia wolności politycznej.

## Historia

### Prekursorzy
Demokratyczny socjalizm wywodzi się z XIX-wiecznych nurtów socjalizmu utopijnego oraz ruchu czartystów w Wielkiej Brytanii. Choć ich cele częściowo się różniły, łączyły je postulaty demokratycznego podejmowania decyzji i publicznej własności środków produkcji jako fundamentów pożądanego ustroju społecznego. Istotny wpływ na rozwój demokratycznego socjalizmu wywarły także gradualistyczne koncepcje Towarzystwa Fabiańskiego  w Wielkiej Brytanii oraz ewolucyjny socjalizm Eduarda Bernsteina.
W XIX wieku demokratyczny socjalizm był represjonowany przez wiele rządów – partie o tym profilu były zakazywane m.in. w Niemczech i we Włoszech. Wraz z rozwojem demokracji liberalnej i wprowadzeniem powszechnego prawa wyborczego w XX wieku, demokratyczny socjalizm zyskał popularność i stał się ruchem o zasięgu globalnym. Przedstawiciele tego nurtu odgrywali istotną rolę w systemach liberalnej demokracji, tworząc rządy lub pełniąc funkcję głównych partii opozycyjnych – z wyjątkiem Stanów Zjednoczonych, gdzie wpływy demokratycznego socjalizmu były znacznie ograniczone.

### Nowoczesny demokratyczny socjalizm

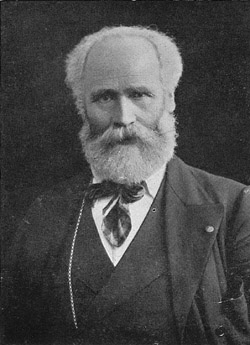
James Keir Hardie, założyciel brytyjskiej Niezależnej Partii Pracy

Demokratyczny socjalizm popularnym ruchem stał się pod koniec XIX wieku. W Australii powstała organizacja „Labour and Socialist” (1891) która później przeobraziła się w partię polityczną działającą pod nazwą Australian Labor Party. W 1899 w Queensland w Australii powstał pierwszy demokratyczno-socjalistyczny rząd, co prawda był to rząd mniejszościowy i utrzymał się u władzy jedynie przez tydzień. Wraz z kolejnymi rządami kontynuowała walkę o prawa pracownicze i prawa mniejszości (w tym LGBT), choć obecnie przesunęła się nieco w kierunku trzeciej drogi i socjaldemokracji.
W USA myśl demokratycznego socjalizmu rozwinął Eugene V. Debs jeden z najbardziej znanych amerykańskich socjalistów i pięciokrotny kandydat na urząd prezydenta (1900 jako kandydat Partii Socjaldemokratycznej, a następnie cztery razy z Socjalistycznej Partii Ameryki). Innym promotorem ideologii w Stanach Zjednoczonych był przywódca Socjalistycznej Partii Pracy Daniel De Leon. Tradycję Debsa i De Leona kontynuował Norman Thomas który stał na czele Socjalistycznej Partii Ameryki powstałej z połączenia w 1901 Partii Socjaldemokratycznej i Socjalistycznej Partii Pracy. Obecnie senator Bernie Sanders powiązany z regionalną Postępową Partią Vermontu promuje demokratyczny socjalizm.
W Wielkiej Brytanii, demokratyczno-socjalistyczne tradycje były reprezentowane w szczególności przez Ligę Socjalistyczną Williama Morrisa, a od 1880 przez Towarzystwo Fabiańskie i powstałą trzy lata później Niezależną Partię Pracy. Na początku lat 20, George Douglas Howard Cole próbował stworzyć szeroką alternatywą wobec radzieckiego autorytaryzmu, co przyczyniło się do ponownego wzrostu zainteresowania demokratycznym socjalizmem którego propagowanie rozpoczął min. George Orwell, jak i wielu innych ludzi ze świata kultury, nauki i sztuki którzy konsekwentnie mówili o tym że system ZSRR nie jest w rzeczywistości socjalistyczny.
W innych częściach Europy wiele demokratyczno-socjalistycznych partii było zjednoczonych w Międzynarodowej Wspólnocie Pracy Partii Socjalistycznych, stanowiąc tym samym opozycję względem socjaldemokratów z II Międzynarodówki, którzy byli według przedstawicieli MWPPS niedostatecznie socjalistyczni, jak i antydemokratycznej ich zdaniem III Międzynarodówki. We Włoszech na gruncie rozłamu we Włoskiej Partii Socjalistycznej powstała Włoska Partia Socjaldemokratyczna, jej lider Giuseppe Saragat został prezydentem Włoch w 1964. Tak zwany folkesocialisme pojawił się jako nurt skandynawskiej lewicy w 1950, nurt ten często charakteryzowany jest jako demokratyczny socjalizm. W przeszłości szwedzki premier Olof Palme uchodził za ważnego rzecznika socjalizmu demokratycznego.

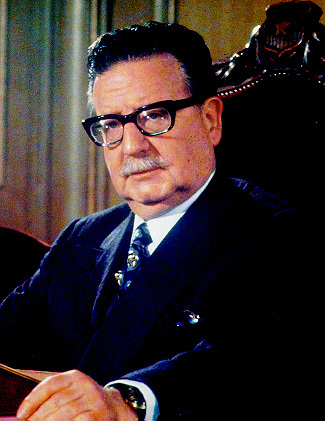
Rządy Salvadora Allende są często przywoływane jako przykład łączący socjalizm z demokracją.

W czasie rozwoju ruchu wolnościowego w Indiach, wielu działaczy z lewej strony Indyjskiego Kongresu Narodowego zorganizowało się w Socjalistycznej Partii Kongresowej. Ten prąd ideologiczny kontynuowany był przez organizacje takie jak „Praja Socialist Party” „Janata Party” i „Samajwadi Party”. W Pakistanie pojęcie demokratycznego socjalizmu wprowadził czołowy działacz Pakistańskiej Partii Ludowej Zulfikar Ali Bhutto.
W latach 80. XX wieku prezydent François Mitterrand dążył do rozszerzenia interwencjonizmu we Francji poprzez próbę nacjonalizacji systemu bankowego, co napotkało sprzeciw Europejskiej Wspólnoty Gospodarczej. Pomimo tych działań, udział sektora publicznego w akumulacji kapitału w Wielkiej Brytanii i Francji nigdy nie przekroczył 15–20%.
W Singapurze, rząd Partii Akcji Ludowej praktykował pragmatyczną odmianę socjalizmu, unikając masowych nacjonalizacji, lecz opierając się na aktywnej regulacji sektora prywatnego i rozwiniętych mechanizmach opieki społecznej. Premier Lee Kuan Yew podkreślał swoje inspiracje socjalistycznym skrzydłem brytyjskiej Partii Pracy.
Niemniej, można wymienić wiele innych historycznych przykładów, w których łączono rewolucyjne idee socjalizmu i demokracji, m.in.: Komuna Paryska (1871), republiki radzieckie przed przejęciem władzy przez bolszewików w Rosji, rewolucyjną Katalonię (1936–1939), Federację Rożawy w Syrii, kibuce w Izraelu, Marinaleda w Hiszpanii, ruch Zapatystów w Chiapas (Meksyk), a także systemy samorządności pracowniczej w Jugosławii i na Kubie. Najczęściej przywoływanym przypadkiem demokratycznego socjalizmu państwowego jest Chile za rządów prezydenta Salvadora Allende (1970–1973), obalonego przez wojskowy zamach stanu wspierany przez CIA.

### Demokratyczny socjalizm a socjaldemokracja
Przed odejściem od polityki keynesizmu na rzecz neoliberalizmu i monetaryzmu – co doprowadziło wiele partii socjaldemokratycznych do przyjęcia ideologii Trzeciej Drogi i redefinicji socjalizmu w sposób akceptujący kapitalistyczne status quo – socjaldemokracja była często uznawana za odmianę demokratycznego socjalizmu. Przykładem takiej ewolucji był nowy zapis Klauzuli IV w programie brytyjskiej Partii Pracy, wprowadzony przez Tony’ego Blaira. Choć nadal deklarowano przywiązanie do demokratycznego socjalizmu, zrezygnowano z postulatu pełnej własności publicznej na rzecz poparcia dla konkurencji rynkowej i wysokiej jakości usług publicznych, które mogłyby być własnością publiczną lub jedynie podlegać społecznej odpowiedzialności.
Donald F. Busky w książce Democratic Socialism: A Global Survey (2000) opisuje socjaldemokrację jako formę demokratycznego socjalizmu, która preferuje stopniową, reformistyczną ścieżkę przejścia do socjalizmu. Tego typu podejście reprezentował m.in. Anthony Crosland, według którego tradycyjny socjalizm przestawał odpowiadać realiom powojennego świata. Podobne stanowisko zajmują autorzy tacy jak Roy Hattersley (Choose Freedom), Malcolm Hamilton (Democratic Socialism in Britain and Sweden) czy Jim Tomlinson (Democratic Socialism and Economic Policy: The Attlee Years, 1945–1951).
Choć trzecia droga bywa opisywana jako nowa, lub zmodernizowana forma socjaldemokracji, a nawet „konkurencyjny socjalizm”, tradycyjni socjaldemokraci przeciwni tej koncepcji w znacznej mierze zintegrowali się z nurtem demokratycznego socjalizmu. Zmiany te były związane m.in. z rozwojem eurokomunizmu w latach 70. i 80., upadkiem Związku Radzieckiego i państw komunistycznych w latach 1989–1992, a także kryzysem finansowym w 2008 i wzrostem ruchów antyoszczędnościowych, zielonych, populistycznych lewicowych oraz Occupy.
Te zjawiska przyczyniły się do wzrostu popularności polityków postulujących powrót do modelu socjaldemokracji z okresu powojennego, takich jak Jeremy Corbyn w Wielkiej Brytanii czy Bernie Sanders w USA. Obaj utożsamiali się z etykietą demokratycznego socjalizmu, odcinając się od polityki centrowej realizowanej przez ugrupowania takie jak Nowa Partia Pracy czy Nowi Demokraci.
Socjaldemokracja wywodzi się z ruchu socjalistycznego o charakterze rewolucyjnym lub komunistycznym. Współczesne różnice między demokratycznym socjalizmem a socjaldemokracją polegają m.in. na tym, że pierwszy może obejmować również środki rewolucyjne, podczas gdy drugi ogranicza się do reform konstytucyjnych w ramach państwa prawa.
W praktyce politycznej i w naukach społecznych pojęcia „demokratyczny socjalizm” i „socjaldemokracja” bywają stosowane zamiennie, choć media i publicystyka często traktują je jako odrębne. Obecnie demokratyczny socjalizm jest częściej utożsamiany z antykapitalizmem (w tym komunizmem, socjalizmem rewolucyjnym i reformistycznym), natomiast socjaldemokracja – z państwem opiekuńczym w ramach kapitalizmu.

### Partie polityczne

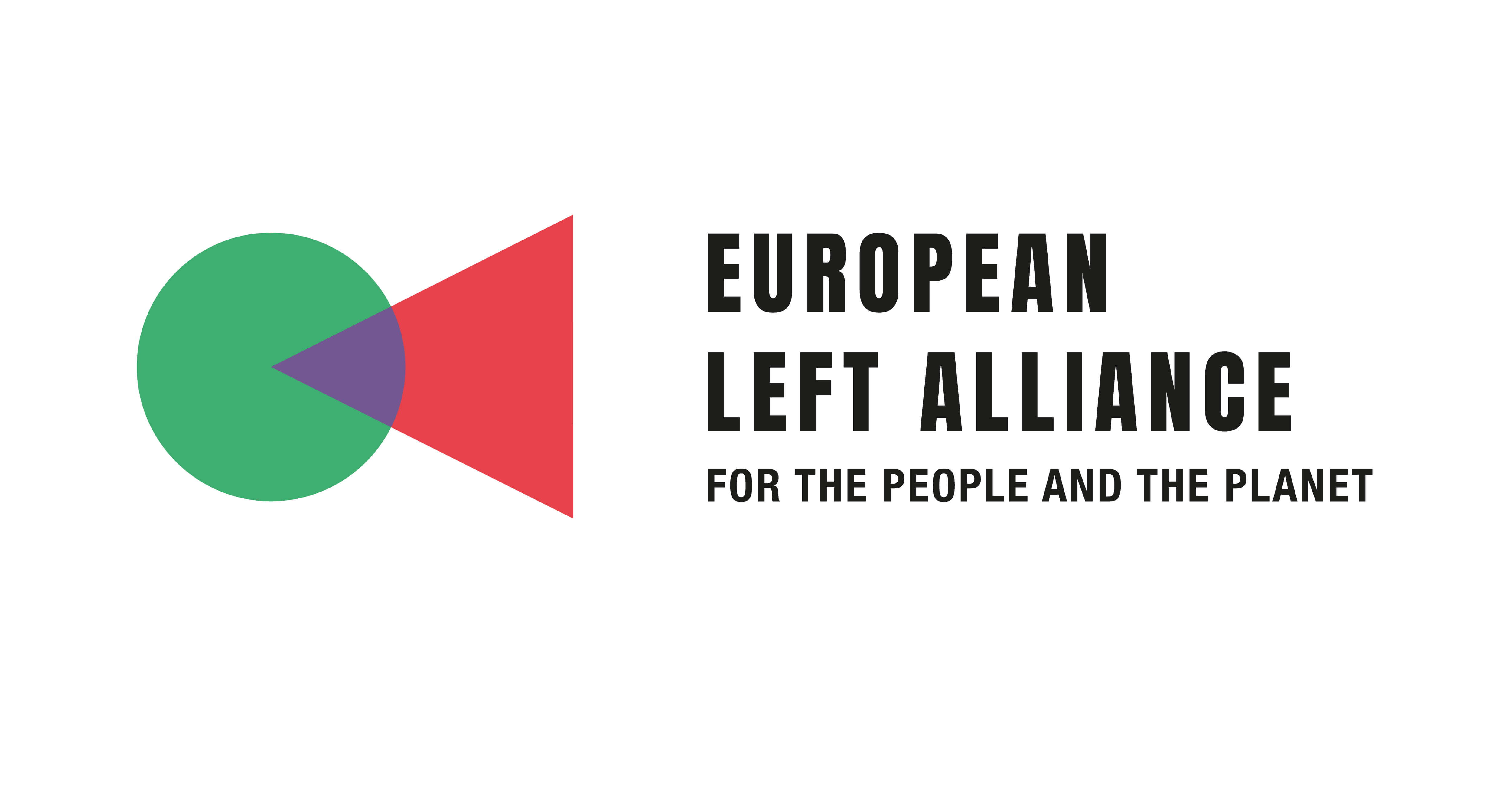
Logo Europejskiego Sojuszu Lewicy dla Ludzi i Planety, europejskiej partii polityczna zrzeszającej w większości unijne partie o profilu socjalistyczno-demokratycznym.

Wiele partii socjaldemokratycznych deklaruje się jako demokratyczno-socjalistyczne, traktując te pojęcia zamiennie – jako teorię i praktykę danego nurtu. Jednak politolodzy zazwyczaj dokonują rozróżnienia: „socjaldemokratyczne” odnosi się do centrolewicowych ugrupowań dążących do poprawy warunków życia w ramach kapitalizmu, podczas gdy „demokratyczno-socjalistyczne” określa partie lewicowe i lewicowo-populistyczne, jak np. Die Linke, Podemos czy Syriza.
W europejskich strukturach partyjnych różnica ta jest widoczna: partie socjaldemokratyczne zrzeszone są w Partii Europejskich Socjalistów i Postępowym Sojuszu Socjalistów i Demokratów, natomiast partie demokratyczno-socjalistyczne należą przeważnie do Europejskiego Sojuszu Lewicy dla Ludzi i Planety, Partii Europejskiej Lewicy oraz Sojuszu Nordyckiej Zielonej Lewicy. Partie demokratyczno-socjalistyczne często dopuszczają tendencje komunistyczne, w odróżnieniu od socjaldemokratycznych, które takich elementów unikają.
Steve Ludlam zauważył, że nadejście Nowej Partii Pracy sygnalizowało istotne odejście od demokratyczno-socjalistycznych korzeni Partii Pracy – czyli od tradycji parlamentarnego dążenia do transformacji kapitalizmu w socjalizm. Dopiero z czasem niektórzy socjaldemokraci zaczęli dostrzegać zagrożenie dla egalitarnych ideałów partii, analogiczne do tego, które wcześniej rozpoznała jej lewica. Podobną analizę przedstawiła Hilary Wainwright w pracy Labour: A Tale of Two Parties (1987), zestawiając pragmatyczną, parlamentarną tradycję socjaldemokratyczną z wizjonerską, transformacyjną tradycją demokratycznego socjalizmu, obecną szczególnie wśród działaczy zaangażowanych w pozaparlamentarne formy aktywizmu.

## Ekonomia demokratycznego socjalizmu
Demokratyczny socjalizm to nurt polityczny i ekonomiczny promujący różne modele gospodarki socjalistycznej, obejmujące zarówno socjalizm rynkowy – gdzie przedsiębiorstwa społeczne funkcjonują na konkurencyjnych rynkach i są samodzielnie zarządzane przez pracowników – jak i formy nierynkowe, oparte na zdecentralizowanym planowaniu gospodarczym oraz demokratycznym planowaniu centralnym. Część demokratycznych socjalistów opowiada się również za zdecentralizowaną organizacją produkcji w ramach zintegrowanych, samorządnych jednostek produkcyjnych.
Amerykańscy kandydaci prezydenccy Eugene V. Debs i Norman Thomas, reprezentujący Socjalistyczną Partię Ameryki, postrzegali socjalizm jako system gospodarczy oparty na produkcji dla potrzeb społecznych oraz społecznej własności środków produkcji, zamiast zysków i prywatnej własności.
Współcześni zwolennicy socjalizmu rynkowego oraz zdecentralizowanego planowania podkreślają, że przyczyną niedoskonałości gospodarek typu sowieckiego nie był sam socjalizm, lecz system administracyjno-nakazowy, który nie stworzył skutecznych reguł i kryteriów operacyjnych dla efektywnego działania przedsiębiorstw państwowych. Demokratyczni socjaliści – również ci popierający centralne planowanie – krytykują niedemokratyczny charakter systemów polityczno-gospodarczych państw marksistowsko-leninowskich, wskazując go jako przyczynę ich porażek.

### Demokratyczne planowanie gospodarcze

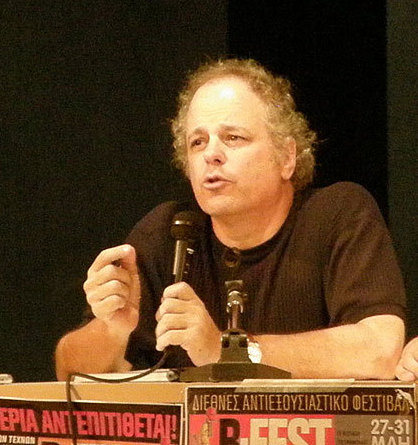
Michael Albert, jeden z twórców koncepcji ekonomi partycypacyjnej

Demokratycznie planowana gospodarka bywa proponowana jako fundament alternatywnego modelu socjalizmu, odrzucającego zarówno socjalizm rynkowy, jak i planowanie typu sowieckiego. Demokratyczne planowanie oznacza włączenie mechanizmów demokratycznych i partycypacyjnych w procesy decyzyjne w gospodarce i przedsiębiorstwach, najczęściej w formie demokracji przemysłowej.
Zwolennicy zdecentralizowanego planowania wskazują, że umożliwia ono spontaniczne, samoregulujące się zarządzanie zapasami oparte na kalkulacji naturalnej (bez użycia pieniędzy), co według nich stanowi odpowiedź na argument kalkulacyjny mówiący o konieczności stosowania cen rynkowych w dużej skali. Modele takie często bazują na radach pracowniczych lub związkach branżowych i obejmują m.in. ekonomię partycypacyjną Michaela Alberta i Robina Hahnel oraz koncepcję „negocjowanej koordynacji” Pata Devine’a.
Z kolei zwolennicy centralnego planowania argumentują, że taki model skuteczniej koordynuje gospodarkę na poziomie makro i wzmacnia zbiorową siłę klasy pracującej. David McNally, profesor Uniwersytetu w Houston, twierdzi w duchu marksistowskim, że logika rynku z konieczności prowadzi do nierówności społecznych i nierównych wymian. Krytykuje on socjalizm rynkowy jako wewnętrznie sprzeczny – uznając, że niemożliwe jest pogodzenie sprawiedliwości społecznej z mechanizmami rynkowymi.
Niektórzy informatycy i radykalni ekonomiści proponują komputerowe systemy planowania gospodarczego, zarówno w modelu scentralizowanym, jak i zdecentralizowanym. Przykładem była chilijska inicjatywa Cybersyn (1971–1973). W 1993 Paul Cockshott i Allin Cottrell zaproponowali model komputerowego planowania centralnego oparty na demokracji bezpośredniej i współczesnych technologiach.

### Socjalizm rynkowy
Socjalizm rynkowy jest uznawany przez niektórych demokratycznych socjalistów za system zgodny z ich ideologią. Zwolennicy tego modelu opowiadają się często za rozwojem spółdzielni pracowniczych i funduszy majątkowych funkcjonujących w ramach rynku.
Jaroslav Vaněk twierdzi, że prawdziwie wolne rynki są niemożliwe przy prywatnej własności produkcji, gdyż prowadzi ona do nierówności klasowych i deformacji rynkowych. Pracownicy w spółdzielniach mają – jego zdaniem – większe bodźce do wydajnej pracy, gdyż zyskują bezpośredni udział w zyskach przedsiębiorstwa.
Model Langego, zaproponowany przez Oskara Langego w 1936 i rozwinięty przez Abbę Lernera w 1938, łączył publiczną własność środków produkcji z rynkową alokacją dóbr konsumpcyjnych. Choć technicznie był to model planowy, autorzy określali go jako formę socjalizmu rynkowego.
Przedmarksowscy socjaliści – tacy jak Thomas Hodgskin, Pierre-Joseph Proudhon, Benjamin Tucker i Lysander Spooner – łączyli sprzeciw wobec kapitalizmu z poparciem dla wolnego rynku. W tej tradycji funkcjonuje koncepcja lewicowego leseferyzmu, odróżnianego od kapitalistycznej wersji leseferyzmu. Benjamin Tucker, amerykański indywidualistyczny anarchista, opowiadał się za leseferystycznym modelem socjalizmu, określanym przez niego mianem socjalizmu anarchistycznego – w przeciwieństwie do socjalizmu państwowego.
Współczesnymi przedstawicielami nurtu demokratycznego socjalizmu rynkowego są m.in. Kevin Carson, Gary Chartier i Roderick T. Long, Chris Matthew Sciabarra oraz Brad Spangler. Ich teoria opiera się na idei „wyzwolonych rynków” wolnych od przywilejów klasowych, monopoli i ingerencji państwowych, co – ich zdaniem – czyni je zgodnymi z zasadami socjalizmu.
Tzw. lewicowi rynkowi anarchiści łączą ideę samoposiadania i wolnych rynków z radykalnym egalitaryzmem, antyimperializmem i postępowymi poglądami społecznymi. Argumentują, że anarchizm rynkowy, o ile dąży do zniesienia kapitalistycznych struktur, powinien być uznawany za nurt socjalizmu.